# Реттеншесс
Реттеншесс (нім. Rettenschöss) — містечко й громада округу Куфштайн у землі Тіроль, Австрія.
Реттеншесс лежить на висоті 680 м над рівнем моря і займає площу 16,28 км². Громада налічує 469 мешканців.
Густота населення 29/км².
Раттеншесс розташований між річкою Інн та кордоном із Баварією. Громада складається з кількох сіл та хуторів.
|                                     |
| Реттеншесс на мапі округу та землі. |

 Адреса управління громади: Rettenschöss 66, 6347 Rettenschöss.